# Ditaxis biseriata
Ditaxis biseriata is een insect uit de familie van de Mantispidae, die tot de orde netvleugeligen (Neuroptera) behoort.
Ditaxis biseriata is voor het eerst wetenschappelijk beschreven door Westwood in 1852. De soort komt voor in Queensland en New South Wales (Australië).